# Nationaal park Lengwe

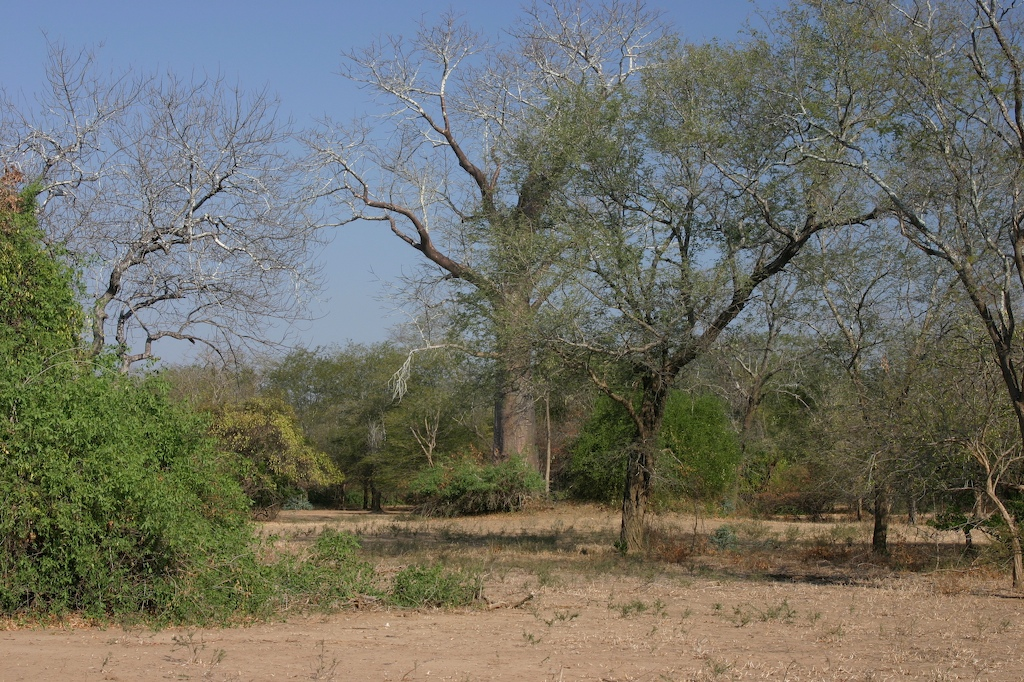
Nationaal park Lengwe

Nationaal Park Lengwe is een natuurreservaat gelegen in zuidelijk Malawi.

## Situering
Het park is gelegen in de Lower Shire-vallei in het district Chikwawa. Het staat onder het bestuur van het ministerie van nationale parken en natuur. Het is 887 km² groot en bestaat uit savannelandschap. De dominerende vegetatie is kreupelhout, afgewisseld met open graslanden en bossen langs de rivierbedding.
Naast een groot netwerk van kleine stroompjes is in het park één grote rivier aanwezig, de Mkombedzi Wa Foyda, die ieder seizoen buiten zijn oevers treedt.

## Fauna
Het park is rijk aan fauna. De Nyala-antilope kan beschouwd worden als een van de belangrijkste diersoorten van Nationaal Park Lengwe. In Malawi kan men de soort slechts in twee beschermde gebieden aantreffen, namelijk in Lengwe, waar zich de grootste populatie bevindt, en in het iets zuidelijker gelegen natuurreservaat Mwabvi.
Andere dieren die men vaak aantreft in het park zijn impala's, koedoes, bosbokken, gewone duikers, kafferbuffels, knobbelzwijnen, groene meerkatten en beerbavianen.
Ook voor vogelliefhebbers is dit een interessante plek aangezien er een driehonderdtal verschillende soorten te vinden zijn, onder andere enkele zeldzame of endemische soorten.

## Educatie
Aan de toegangspoort van Nationaal park Lengwe is een cultureel educatief centrum in opbouw, onder de naam Tisungé! (dat "Laten we behouden" betekent in het Chichewa, de nationale taal van Malawi). Het project is het initiatief van de Nederlandse stichting Mlambe, samen met het ministerie van antiquiteiten en het ministerie van nationale parken en natuur. Het omvat een klein museum, een winkeltje, een bibliotheek, een vergaderruimte en een kantoor. Het centrum beoogt het rijke natuurlijk en cultureel erfgoed van deze meest zuidelijke streek van Malawi te beschermen, alsmede onder de aandacht te brengen van de rurale gemeenschappen en nationale en internationale bezoekers.